# Кайнлыкское сельское поселение
Кайнлыкское се́льское поселе́ние — муниципальное образование в Комсомольском районе Чувашии Российской Федерации.
Административный центр — деревня Починок-Быбыть.

## История
Статус и границы сельского поселения установлены Законом Чувашской Республики от 24 ноября 2004 года № 37 «Об установлении границ муниципальных образований Чувашской Республики и наделении их статусом городского, сельского поселения, муниципального района и городского округа».

## Население
| 2010  | 2012  | 2013  | 2014  | 2015  | 2016  | 2017  |
| ----- | ----- | ----- | ----- | ----- | ----- | ----- |
| 1182  | ↘1165 | ↘1125 | ↘1120 | ↘1095 | ↘1074 | ↘1057 |
| 2018  | 2019  | 2020  | 2021  |       |       |       |
| ↘1031 | ↘1004 | ↘968  | ↗971  |       |       |       |

## Состав сельского поселения
| № | Населённый пункт  | Тип населённого пункта          | Население |
| - | ----------------- | ------------------------------- | --------- |
| 1 | Кайнлык           | деревня                         | ↗304      |
| 2 | Полевое Шептахово | деревня                         | ↗523      |
| 3 | Починок-Быбыть    | деревня, административный центр | ↗427      |